# Ohmsches Gesetz
Das ohmsche Gesetz besagt: Die Stärke des durch ein Objekt fließenden elektrischen Stroms ist proportional der elektrischen Spannung. Oder umgekehrt: Ist der als Quotient aus Spannung zu Stromstärke definierte elektrische Widerstand konstant, also unabhängig von Spannung und Stromstärke, so gilt am Objekt das ohmsche Gesetz; das Objekt hat dann ein ohmsches Verhalten.
Die Bezeichnung des Gesetzes ehrt Georg Simon Ohm, der diesen Zusammenhang für einige einfache elektrische Leiter als Erster schlüssig nachweisen konnte.
Tatsächlich gilt die Annahme des konstanten Widerstandes nur in engem Rahmen und nur für einige Stoffe – insbesondere für Metalle bei konstanter Temperatur. Das ohmsche Gesetz ist heute als Definition eines als ohmsch bezeichneten Widerstands anzusehen. Es ist die Basis für das Verständnis des Zusammenhangs zwischen Stromstärke und Spannung in elektrischen Stromkreisen. Zusammen mit den Eigenschaften einiger weiterer idealer Bauelemente ist es Grundlage für viele theoretische und mathematische Behandlungen und für Schaltungssimulationen.

## Beschreibung

Merkhilfe für den Zweisatz; anwendbar auf die drei Schreibweisen der aus dem ohmschen Gesetz folgenden Gleichung mit dem Akronym URI: Horizontal: Multiplikation, Vertikal: Division (Bruch).
Mathematische Herleitung:

Das Verhältnis einer an einem elektrischen Leiter (Widerstand) anliegenden elektrischen Spannung {\displaystyle U} zur Stärke {\displaystyle I} des hindurchfließenden elektrischen Stromes wird definiert als die Größe elektrischer Widerstand, die mit dem Formelzeichen {\displaystyle R} bezeichnet wird. Bei zeitlich veränderlichen Größen sind Augenblickswerte zu verwenden. Das Verhältnis darf keine Zeitfunktion sein. Das ohmsche Gesetz betrachtet den Widerstand als eine von {\displaystyle U} und {\displaystyle I} unabhängige Konstante und ist insofern eine Idealisierung. Damit gilt:
{\displaystyle R={\frac {U}{I}}=\mathrm {const.} }
Eine passive elektrische Schaltung mit einer Proportionalität zwischen Stromstärke und Spannung hat ein ohmsches Verhalten und weist einen konstanten elektrischen Widerstand auf, der ohmscher Widerstand genannt wird. Auch bei nicht-ohmschem Verhalten ist die Größe Widerstand als Verhältnis {\displaystyle U/I} definiert, dann liegt allerdings eine Abhängigkeit des Widerstands z. B. von der Spannung vor. Etwa eine Glühlampe und eine Diode verhalten sich nichtlinear.
Für die Beschreibung solchen Verhaltens kann der Begriff differentieller Widerstand hilfreich sein, der den Zusammenhang zwischen einer kleinen Spannungsänderung {\displaystyle \Delta U} und der zugehörigen Stromstärkeänderung {\displaystyle \Delta I} angibt.
Die zugehörige Gleichung lässt sich (durch Äquivalenzumformungen) in drei Schreibweisen darstellen:
{\displaystyle R={\frac {U}{I}}\quad \Leftrightarrow \quad U=R\cdot I\quad \Leftrightarrow \quad I={\frac {U}{R}}}
Vielfach wird schon allein die Definition der Größe Widerstand als Quotient von Spannung und Stromstärke als „ohmsches Gesetz“ bezeichnet, obwohl einzig die Konstanz des Widerstands die Kernaussage des ohmschen Gesetzes ist.

## Lokale Betrachtungsweise
In einer lokalen Betrachtung wird das ohmsche Gesetz durch den linearen Zusammenhang zwischen dem Stromdichte-Vektorfeld {\displaystyle {\vec {J}}} (in Komponenten {\displaystyle J_{m}}) und dem elektrischen Feldstärke-Vektorfeld {\displaystyle {\vec {E}}} (in Komponenten {\displaystyle E_{m}}) mit dem elektrischen Leitfähigkeits-Tensor {\displaystyle {\boldsymbol {\sigma }}} (in Komponenten {\displaystyle \sigma _{mn}}) als Transportkoeffizient beschrieben:
{\displaystyle {\vec {J}}={\boldsymbol {\sigma }}\,{\vec {E}}}, oder in Komponenten {\displaystyle J_{m}=\sigma _{mn}\,E_{n}\ ,}
wobei die Indizes m und n von 1 bis 3 laufen (x, y und z).
In isotropen Materialien kann der Tensor {\displaystyle {\boldsymbol {\sigma }}} durch einen Skalar {\displaystyle \sigma } ersetzt werden, und es gilt:
{\displaystyle {\vec {J}}=\sigma \,{\vec {E}}}
Wird die Bewegung der freien Elektronen analog der ungeordneten Molekülbewegung in einem idealen Gas betrachtet, so erscheint die Konstanz der elektrischen Leitfähigkeit plausibel: Die Zähldichte {\displaystyle n} der Elektronen ist dann innerhalb des Leiters konstant. Für die mittlere Geschwindigkeit {\displaystyle {\bar {v}}} der Elektronen gilt:
{\displaystyle {\bar {v}}=10{,}6\cdot 10^{6}\,{\frac {\mathrm {m} }{\mathrm {s} }}}
Die mittlere Wegstrecke {\displaystyle \lambda } zwischen zwei Stößen an Ionen im Metall wird in einer typischen Zeit {\displaystyle \tau _{s}} zurückgelegt:
{\displaystyle \lambda ={\bar {v}}\,\tau _{s}}
In dieser Zeit erfahren die Elektronen eine Beschleunigung
{\displaystyle a={\frac {e\,E}{m_{\mathrm {e} }}}}
durch das angelegte elektrische Feld, wobei {\displaystyle e} die Elementarladung und {\displaystyle m_{\mathrm {e} }} die Elektronenmasse ist. Die Elektronen erreichen somit eine Driftgeschwindigkeit {\displaystyle v_{\mathrm {d} }} mit {\displaystyle v_{\mathrm {d} }=a\tau _{s}}. Setzt man dies in die Gleichung für {\displaystyle \sigma } ein, so erhält man:
{\displaystyle \sigma ={\frac {J}{E}}={\frac {n\,e\,v_{\mathrm {d} }}{E}}={\frac {n\,e\,a\,\tau _{s}}{E}}={\frac {n\,e^{2}\tau _{s}}{m_{\mathrm {e} }}}={\frac {n\,e^{2}\lambda }{m_{\mathrm {e} }\,{\bar {v}}}}}
Die Größen {\displaystyle \lambda } und {\displaystyle {\bar {v}}} hängen nur von der Geschwindigkeitsverteilung innerhalb der „Elektronenwolke“ ab. Da die Driftgeschwindigkeit aber circa 10 Größenordnungen kleiner ist als die mittlere Geschwindigkeit {\displaystyle {\bar {v}}}, ändert sich die Geschwindigkeitsverteilung durch das Anlegen eines elektrischen Feldes nicht, und {\displaystyle \lambda } und {\displaystyle \tau _{s}} und somit der ganze Ausdruck für {\displaystyle \sigma } sind konstant.

## Geschichte

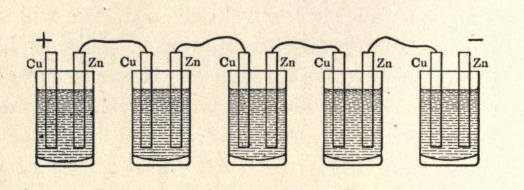
Daniell-Elemente. Jedes Gefäß enthält eine Kupfer- und eine Zinkplatte, die in Wasser oder einer dünnen Säure stehen.

Georg Simon Ohm suchte nach einem mathematischen Zusammenhang – einer Formel – zur Berechnung der „Wirkung fließender Elektrizität“ (heutiger Begriff: Stromstärke) in Abhängigkeit vom Material und von den Dimensionen eines Drahtes. Dabei ist er nicht zufällig auf das nach ihm benannte Gesetz gestoßen, sondern hat viel Zeit und viel zielgerichtete Arbeit investiert. Die von ihm gefundene Gesetzmäßigkeit in der Form {\displaystyle I={\frac {U}{R}}} erscheint uns nahezu als Trivialität: Je größer die elektrische Spannung {\displaystyle U} bzw. je kleiner der elektrische Widerstand {\displaystyle R} ist, umso größer ist die Stromstärke {\displaystyle I}. Diese Zusammenhänge lassen sich heute mit Versuchsgeräten, die in jeder Schule vorhanden sind, mit ausreichend geringen Toleranzen sehr einfach zeigen.
Im Jahr 1825 standen Ohm solche Geräte nicht zur Verfügung. Voltasäulen, Batterien aus Daniell-Elementen und sogenannte Trog-Batterien (das sind mehrere in Reihe geschaltete Daniell-Elemente) in verschiedenen Ausführungen dienten damals als Spannungsquellen. Die Spannungs- und Strommessgeräte jener Zeit waren für Ohms hochgestecktes Ziel eher als Nachweisgeräte, nicht aber als ausreichend exakte Messgeräte geeignet, um damit genaue Messwerte für die Entwicklung einer Formel zu erhalten.
Ohms experimentell-innovative Leistungen bestanden darin, bereits entwickelte Gerätekomponenten sowie die Entdeckungen mehrerer zeitgenössischer Forscher geschickt kombiniert zu haben. Die daraus gewonnenen Messdaten hat er dann mathematisch analysiert und ihren physikalischen Zusammenhang interpretiert.
Zunächst veröffentlichte Ohm 1825 in den Annalen der Physik und Chemie einen Artikel, in dem er eine von ihm entwickelte Messvorrichtung beschrieb, mit der er zu exakteren Messwerten kam als andere Forscher vor ihm. Ohm nutzte hierfür einerseits die 1820 von Hans Christian Ørsted beschriebene magnetische Wirkung des elektrischen Stroms und andererseits eine sehr sensible Vorrichtung zur Kraftmessung: Er ersetzte in der Messvorrichtung der coulombschen Drehwaage den darin vorhandenen Probekörper durch einen kleinen Stabmagneten, stellte diese Drehwaage auf einen stromdurchflossenen Draht und maß die Kraftwirkung des Stromes auf den Magneten. Diese Messung führte er mit verschiedenen Drähten durch und suchte dann nach einem mathematischen Zusammenhang zwischen Drähten und Kräften.

Ohm’sche Drehwaage

Die 1825 im Artikel Vorläufige Anzeige des Gesetzes, nach welchem Metalle die Contactelectricität leiten veröffentlichten Messergebnisse konnten jedoch nicht zu einer allgemeingültigen Formel führen, weil – analysiert mit heutigen Begriffen – die elektrische Leistung aller damals benutzten Spannungsquellen (unter anderem durch variierende Bildung von Gasbläschen auf den Metallplatten) stark schwankt. Diesen Effekt beschrieb Ohm mehrfach: Die „Wirkung auf die Nadel“ ändere sich während der Einzelmessungen und sei unter anderem auch von der Reihenfolge der vorgenommenen Messungen abhängig. Trotzdem leitete er im veröffentlichten Artikel aus seinen Messwerten letztendlich eine Formel ab, die die angegebenen Messwerte annähernd reproduziert.
Ohms Veröffentlichung in den Annalen der Physik und Chemie wurde vom Herausgeber der Zeitschrift durch eine Fußnote ergänzt. Sie weist auf die Entdeckung des Thermoelements durch Thomas Johann Seebeck hin, über die 1823 ein von Ørsted verfasster Bericht in den Annalen abgedruckt wurde und Ohm zu seinem experimentellen Durchbruch verhalf.
In Bestimmung des Gesetzes, nach welchem Metalle die Contactelektricität leiten beschrieb Ohm 1826 zunächst kritisch das „beständige Wogen der Kraft“ in seinen vorhergehenden Versuchen. Es folgt die Beschreibung einer von ihm entworfenen „Drehwaage“, die er von einem Handwerker anfertigen ließ (siehe Abbildung). Das bügelförmige Bauelement {\displaystyle a,b,b',a'} ist ein Thermoelement aus einem Wismutbügel, an dessen Schenkeln jeweils ein Kupferstreifen befestigt ist. Ein Schenkel wurde mit siedendem Wasser erwärmt, der andere mit Eiswasser gekühlt. (Die Gefäße für die Temperaturbäder sind nicht dargestellt.) Ohm führte seine Experimente im Januar 1826 durch.
Die reproduzierbare Temperaturdifferenz von ca. 100 °C zwischen den Schenkeln des Bügels erzeugt eine reproduzierbare „erregende Kraft“, die nicht unkontrolliert „wogt“, weil hier keine chemischen Reaktionen ablaufen. Laut heutigen Definitionen entspricht diese „erregende Kraft“ einer Leerlaufspannung von ca. 7,9 mV.

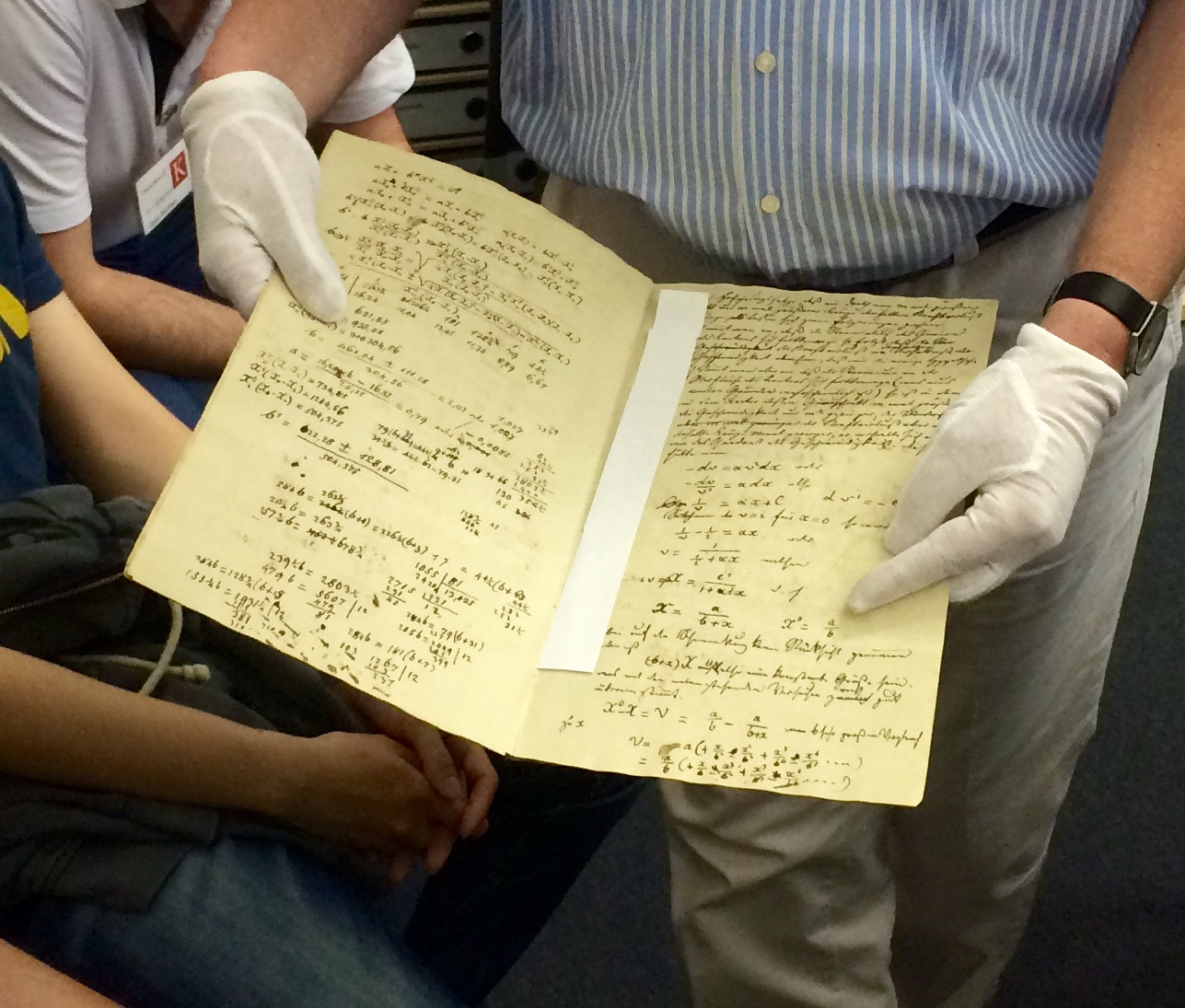
In seinem Laborbuch von 1825/26 notierte Ohm das nach ihm benannte Gesetz in der uns bekannten Struktur. Allerdings veröffentlichte er es in dieser Schreibweise nie.

Ohm maß die auf die Magnetnadel wirkenden Kräfte, wenn er die Enden verschieden langer Drähte in die mit Quecksilber gefüllten „Eierbecher“ {\displaystyle m} und {\displaystyle m'} tauchte. In einem Laborbuch hielt er die auf diese Weise gewonnenen Messdaten fest und entwickelte in diesem Laborbuch auch die Formel {\displaystyle X={\frac {a}{b+x}}} (siehe Foto, linke Gleichung). Hierbei steht {\displaystyle X} für den elektrischen Strom, {\displaystyle a} für die „erregende Kraft“, {\displaystyle b} steht für den Leitungswiderstand der Drehwaage (inklusive Spannungsquelle) und {\displaystyle x} für die Länge der benutzten Drähte. Die rechte Gleichung auf dem Foto beschreibt die Zusammenhänge zwischen elektrischem Strom {\displaystyle X}, „erregender Kraft“ {\displaystyle a} und Leitungswiderstand der Drehwaage {\displaystyle b} bei einer Drahtlänge von {\displaystyle x=0}, also im Falle eines elektrischen Kurzschlusses. In einem weiteren Artikel desselben Jahres benutzte Ohm den Begriff „elektrische Spannung“ statt „erregende Kraft“.
Mit Hilfe des Thermoelements war es Ohm also gelungen, exakt jene Gleichung zu entwickeln, die wir noch heute für die Beschreibung der Zusammenhänge in einem Stromkreis benutzen:
{\displaystyle I={\frac {U}{R_{\mathrm {i} }+R_{\mathrm {a} }}}}  ({\displaystyle R_{\mathrm {i} }}: Innenwiderstand der Spannungsquelle; {\displaystyle R_{\mathrm {a} }}: Außenwiderstand der an die Spannungsquelle angeschlossenen Komponenten)
1827 veröffentlichte Ohm das Buch Die galvanische Kette, mathematisch bearbeitet.
Auf den ersten Seiten dieser Veröffentlichung postulierte er, dass sich elektrischer Strom analog zur Wärmeleitung in festen Körpern verhält (siehe hierzu Fouriersches Gesetz). Geometrisch argumentierend leitete er daraus zunächst die – durch seine Messungen von 1826 belegten – Abhängigkeiten des Stroms von der Leiterlänge, vom Leitungsquerschnitt sowie vom Material unterschiedlicher Leiter her. Dabei berücksichtigte er jetzt alle Bestandteile eines Stromkreises, also auch jene Leiter, aus denen das Thermoelement seiner Drehwaage besteht, und fasste somit die Innen- und Außenwiderstände eines Stromkreises zur Größe {\displaystyle L} zusammen. Hierdurch verlieh er seiner Entdeckung die mathematische Struktur, die wir heute als ohmsches Gesetz kennen:
{\displaystyle S={\frac {A}{L}}}  ({\displaystyle S}: „Größe des Stroms“, heute {\displaystyle I}; {\displaystyle A}: „Summe aller Spannungen“, heute {\displaystyle U}; {\displaystyle L}: Innen- + Außenwiderstände, heute {\displaystyle R}), also    {\displaystyle I={\frac {U}{R}}}
Im darauf folgenden Text leitete Ohm u. a. auch die Zusammenhänge zur Reihen- und Parallelschaltung von Leitern – also von Widerständen – schlüssig her.
In seinen Veröffentlichungen von 1826/27 erklärte Ohm – damals „nur“ Lehrer für Physik und Mathematik – die Beobachtungen vieler anerkannter Wissenschaftler anders, als sie es getan hatten: Sie stützten ihre Beobachtungen und Überlegungen, indem sie Modelle und Theorien zur Leitung des Stroms formulierten. Ohm hingegen berief sich auf seine Messergebnisse und auf geometrische Überlegungen. Dies mag der Grund dafür sein, dass die Bedeutung seiner Arbeiten von der Wissenschaftlergemeinde nicht sofort akzeptiert wurde: „Erst im Laufe der 30er Jahre wurde sein Gesetz zögernd in Deutschland anerkannt; international wurde es erst nach einer Nachentdeckung im Jahr 1837 zur Kenntnis genommen.“